# Juan Carlos Borrego i Pérez
Juan Carlos Borrego Pérez (Vilanova i la Geltrú, el Garraf, 1967) és un escriptor català de llibres de muntanyisme i investigació històrica local.
Com aficionat del senderisme, el seu debut professional com escriptor el 2001 va ser casual. En adonar-se que no hi havia cap guia del seu Garraf natal, va decidir actuar. El resultat va ser El Garraf. 21 rutes de senderisme i BTT, primer llibre del que va esdevenir una llarga sèrie de llibres de no-ficció. El seu debut literari va seguir vuit anys més tard, amb la novel·la Cafè amb sal (2009), un thriller ambientat en un refugi de muntanya, que va guanyar el premi Ciutat de Mollerussa. És el seu llibre més venut fins al 2017. L'han seguit Brut Nature (2013), una novel·la ambientada al Garraf i amb la crisi econòmica com a teló de fons i El Sostre d'Ombra (2015).
És president del Grup d'Investigadors de les Roquetes del Garraf.

## Obres
Novel·les
- Cafè amb sal (Pagès Editors, 2009)
- Brut Nature (Editorial Piolet, 2013)
- El Sostre d'Ombra (Pagès Editors, 2015)

No ficció
- El Garraf. 21 rutes de senderisme i BTT. Grup d'Investigadors, 2001
- El Garraf i la Marina penedesenca. Editorial Piolet, 2003
- L'Ordal i la Depressió Penedesenca. Editorial Piolet, 2004
- Guia de Camps dels Arbres i Arbustos del Garraf. Grup d'Investigadors, 2004
- 139 Recetas de la Cocina Tradicional de Casariche. Grup d'Investigadors, 2005
- El Penedès llegendari. Cossetània Edicions, 2010[6]
- Sierra Nevada. Editorial Alpina, 2010
- A peu pels castells del Penedès. Cossetània Edicions, 2011
- El Moncayo. Editorial Alpina, 2011
- El Montsant. Editorial Alpina, 2011
- Muntanyes de Prades. Editorial Alpina, 2011
- Sierras de Segura y Cazrola. Editorial Alpina, 2011
- Espais de la Batalla de l'Ebre. Editorial Piolet, 2011
- El Garraf. Editorial Alpina, 2012
- Delta de l'Ebre i Serra de Montsià. Editorial Alpina, 2012
- Parque Natural de los Calares del Mundo y de la Sima. Editorial Alpina, 2012
- Alt Penedès, 17 excursions a peu. Cossetània Edicions, 2012
- Anoia, 17 excursions a peu. Cossetània Edicions, 2015
- Les Romeries de la Terra Alta. Editorial Piolet, 2016
- Penedès. Editorial Alpina, 2016
- Personatges llegendaris de les Terres de l'Ebre. 13 excursions a peu. Editorial Piolet, 2018